# Supernatural (filme)
Supernatural é um filme norte-americano de 1933, do gênero terror, dirigido por Victor Halperin e estrelado por Carole Lombard e Randolph Scott.

## Sinopse
Roma Courtney, rica herdeira, recebe a visita de Paul Bavian, espiritualista de araque que diz ter para ela importante mensagem de seu irmão recém-falecido. Ao comparecer a uma falsa sessão espírita, Roma é subitamente possuída pelo espírito maléfico de Ruth Rogen, executada por triplo homicídio. Ruth deixou para trás negócios pela metade, entre eles matar o charlatão Paul. Entretanto, o noivo de Roma, Grant Wilson, desconfia de alguma coisa e sai a sua procura...

## Elenco
| Ator/Atriz           | Personagem        |
| -------------------- | ----------------- |
| Carole Lombard       | Roma Courtney     |
| Randolph Scott       | Grant Wilson      |
| Vivienne Osborne     | Ruth Rogen        |
| H. B. Warner         | Dr. Carl Houston  |
| Alan Dinehart        | Paul Bavian       |
| Beryl Mercer         | Madame Gourjan    |
| William Farnum       | Nicky Hammond     |
| Willard Robertson    | Diretor da prisão |
| George Burr Macannan | Max Schmitt       |
| Lyman Williams       | Fantasma          |